# Кетрін Брісон

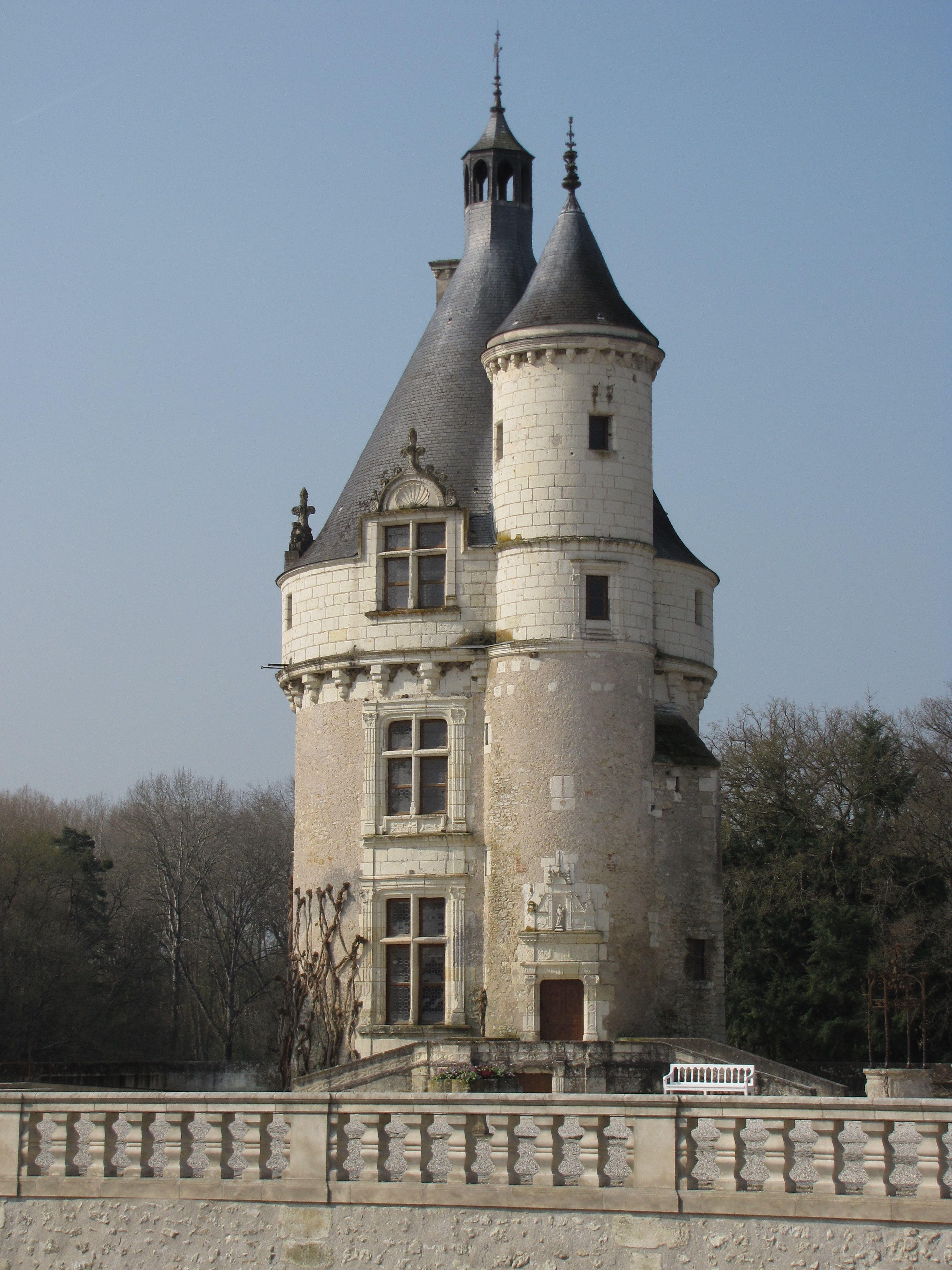
Башта замку Шенонсо, побудова якої завершена під керівництвом Кетрін Брісон

Кетрін Брісон (бл. 1494—1526) — французька дворянка та архітекторка.

## Життєвий шлях
Дочка кардинала Гійома Брісона і дружина Томаса Бойєра.
Вона вплинула на створення проєкту та будівництво замку Шенонсо. Її чоловік у 1512 році придбав місце на якому були руїни більш ранньої фортеці. Там він прагнув побудувати ренесансний замок.
Кетрін Брісон керувала будівельними роботами у період між 1513 і 1521 роками, приймаючи важливі архітектурні рішення, поки її чоловік брав участь в італійських війнах. Зокрема, вона наглядала за будівництвом. Їй прописують проєкт сходів, що розміщені прямо і вгору, на противагу традиційним спіральним конструкціям, притаманним для того часу.
1524 року, невдовзі після завершення будівництва, Томас Бойєр помер. Кетрін Брісон померла через два роки. Ініціали TBH (Томас Бойєр та Кетрін) все ще можна побачити в замку, як і девіз, вирізаний на дверях: «S'il vient à point, me souviendra» (Якщо мені вдасться побудувати Шенонсо, мене будуть пам'ятати) Оригінальна частина замку, завершена при Кетрін Брісон, відома під назвою «Шато де Дамс», оскільки згодом її розширили Діана де Пуатьє та Катерина Медічі.

## Галерея
Замок Шенонсо:

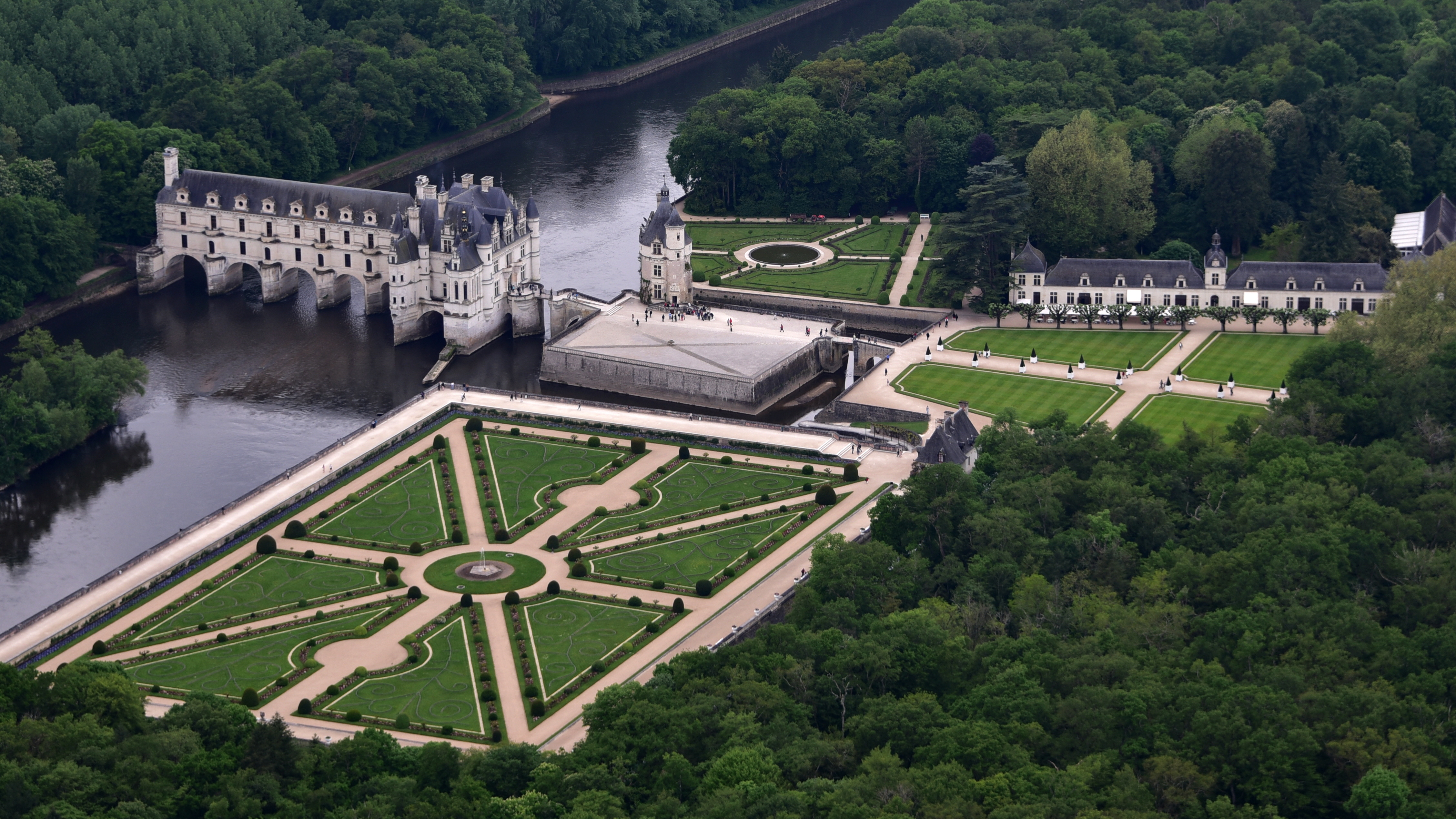
Замкок Шенонсо. Аерофотознімок
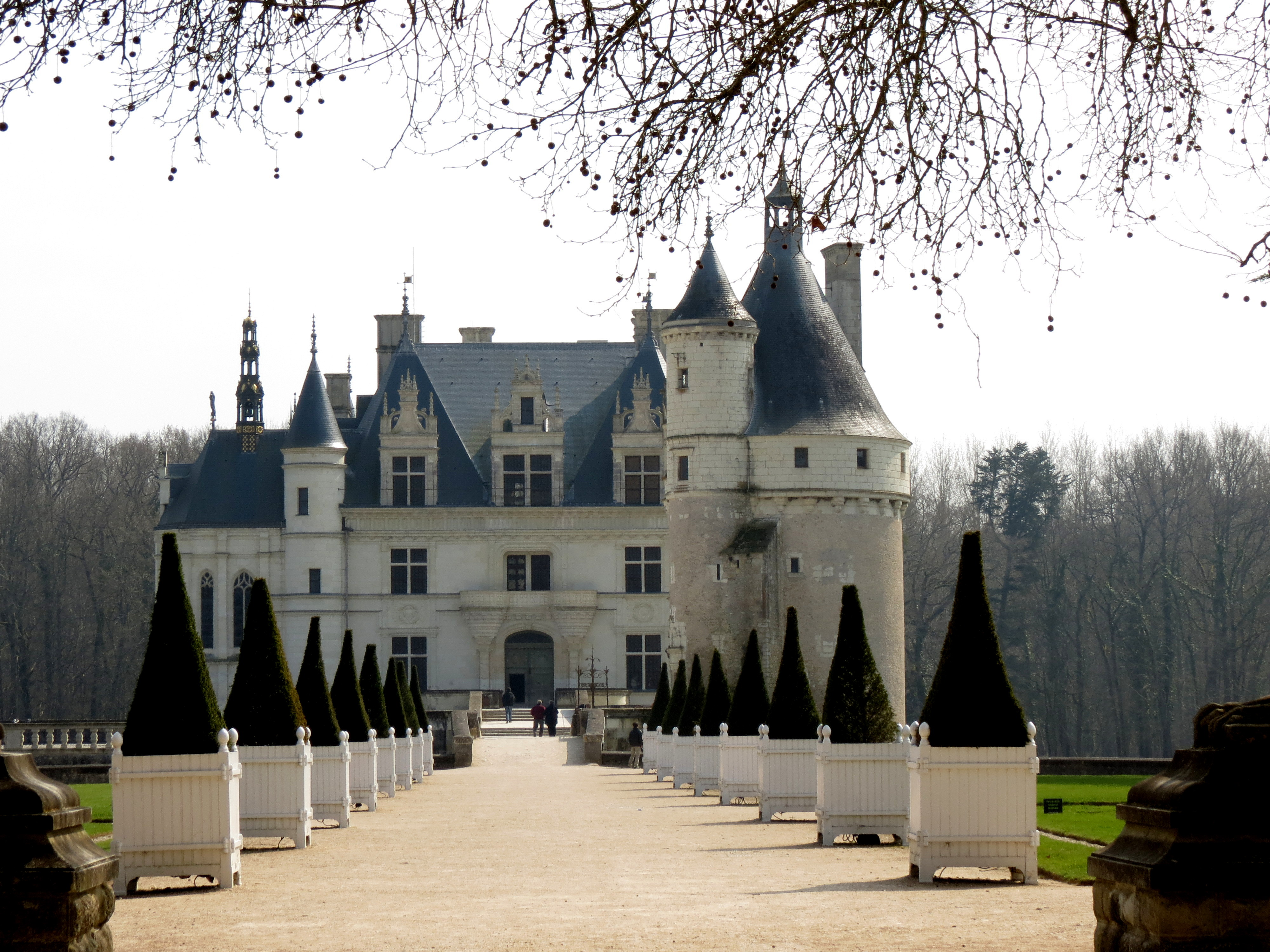
Загальний вид замку
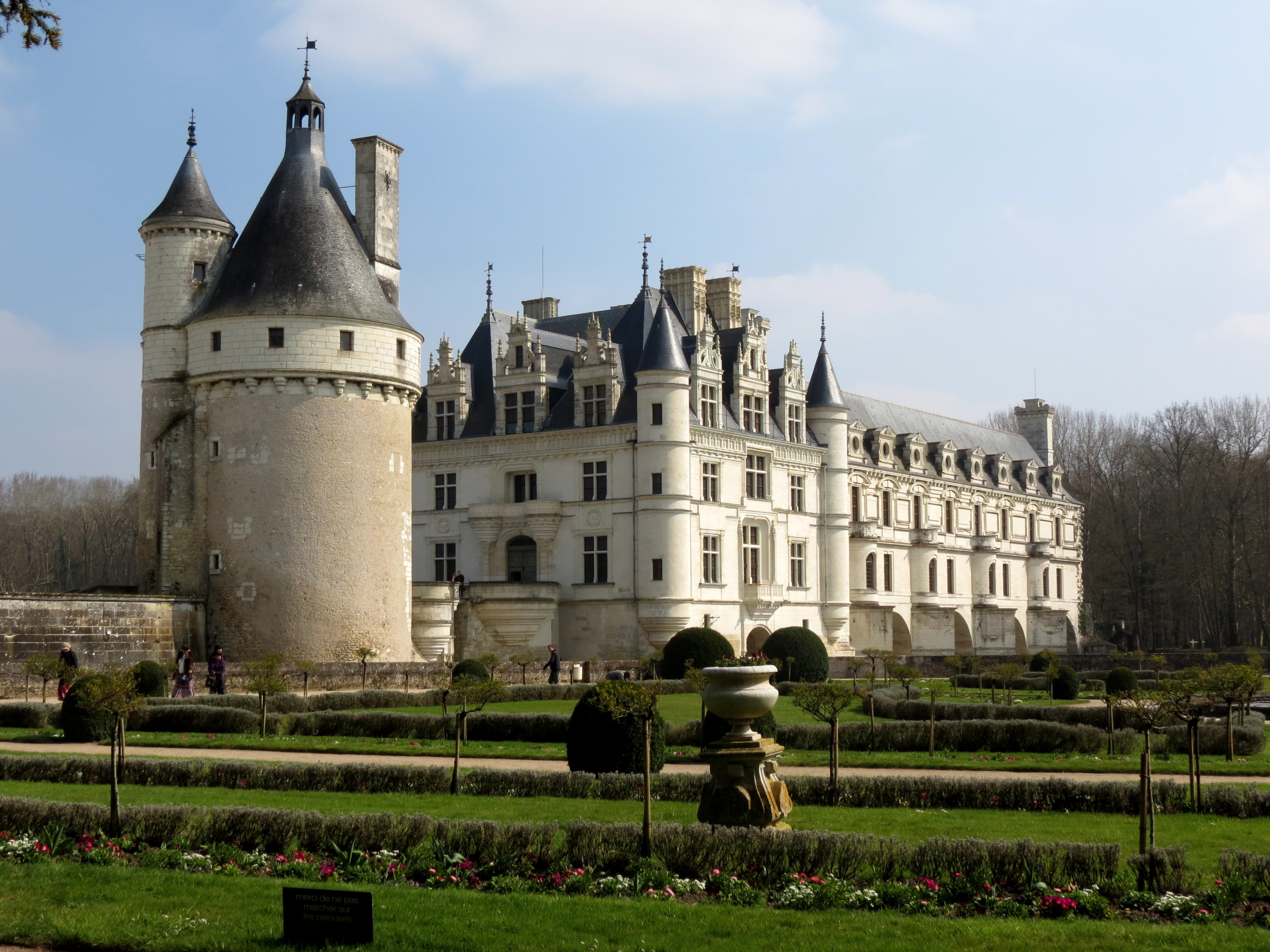
Вид на башту
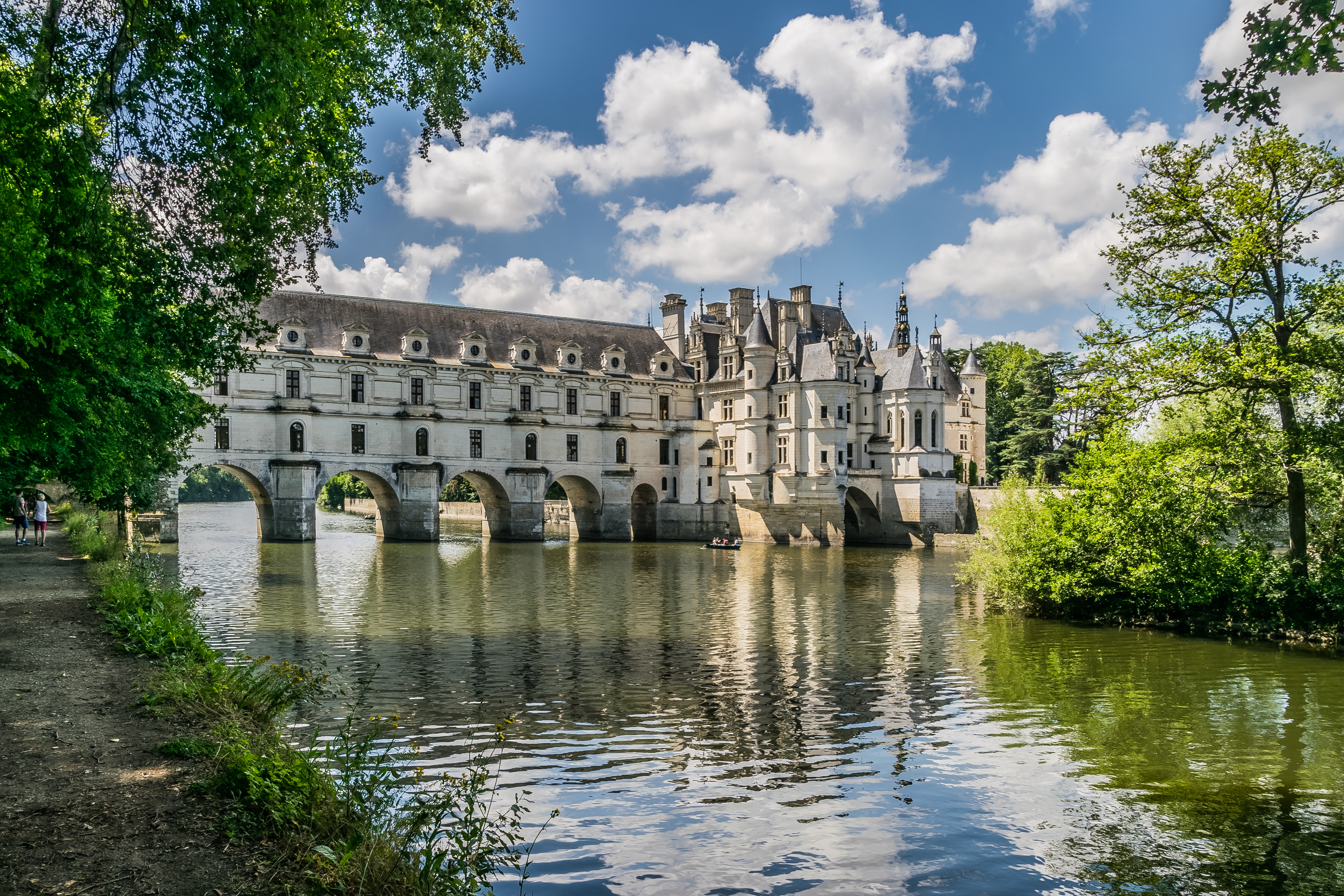
Вид з мосту